# استیو کوپر (بازیکن فوتبال، زاده ۱۹۶۴)
استیو کوپر (انگلیسی: Steve Cooper; ۲۲ ژوئن ۱۹۶۴ – ۱۵ فوریهٔ ۲۰۰۴) بازیکن فوتبال اهل بریتانیا بود.
از باشگاه‌هایی که در آن بازی کرده‌است می‌توان به باشگاه فوتبال پیتربورو یونایتد، باشگاه فوتبال یورک سیتی، باشگاه فوتبال ترانمره راورز، باشگاه فوتبال نیوپورت کانتی، باشگاه فوتبال بارنزلی، باشگاه فوتبال ایر یونایتد، باشگاه فوتبال ناک بردا، باشگاه فوتبال ویگان اتلتیک، باشگاه فوتبال بیرمنگام سیتی، و باشگاه فوتبال پلیموث آرگیل اشاره کرد.